# Лялин, Борис Васильевич
Борис Васильевич Лялин (28 февраля 1943, Бибиково, Московская область — 22 июня 2024) — советский лётчик гражданской авиации, командир звена вертолётов Ми-8 авиационного предприятия Министерства гражданской авиации. Герой Советского Союза (1986), Заслуженный пилот Российской Федерации.

## Биография
Родился 28 февраля 1943 года в деревне Бибиково Узловского района Тульской области в семье крестьянина. Окончил десять классов средней школы, окончил сельское профессиональное училище и школу ДОСААФ. В 1966 году окончил Кременчугское лётное училище гражданской авиации. Работал в одном из подразделений Управления Гражданского воздушного флота в Якутии вторым пилотом, вскоре стал командиром экипажа вертолёта.
С 1972 года работал в Мячковском объединённом авиаотряде гражданской авиации (аэродром Мячково, Раменский район, Московская область). Привлекался к выполнению наиболее ответственных заданий: освоение воздушных трасс Севера, Сибири и Дальнего Востока; обслуживание отдалённых геологических экспедиций, золотодобывающих предприятий; воздушная разведка строящейся трассы БАМа; обеспечение деятельности советских научно-исследовательских станций в Антарктиде; тушение лесных пожаров и многие другие.
В 1970 году вступил в КПСС.
Весной 1985 года в море Росса (тихоокеанский сектор Антарктики) сложилась чрезвычайная ситуация: научно-исследовательское судно «Михаил Сомов», прибывшее для смены зимовщиков и доставки топлива и продуктов на советскую антарктическую станцию Русская, 15 марта 1985 года было внезапно блокировано тяжёлыми льдами. Начался неуправляемый дрейф со скоростью 6–8 километров в сутки, при этом толщина льда достигала 3–4 метров, а расстояние от судна до ледовой кромки — около 800 километров. Руль и винт были намертво заклинены льдом. Корабль в любой день мог быть раздавлен льдами и погибнуть (в корпусе уже возникла течь), при этом шансов на спасение экипажа и пассажиров в условиях начинавшейся полярной ночи практически не было.
Для спасения судна была срочно направлена спасательную экспедиция (начальник экспедиции А. Н. Чилингаров), в которую Министерство морского флота СССР выделило ледокол «Владивосток» Дальневосточного морского пароходства, а Министерство гражданской авиации СССР — 2 вертолёта Ми-8 под командованием Б. В. Лялина. Когда «Владивосток» приблизился к «Михаилу Сомову» на предельно допустимое расстояние полёта вертолёта, вертолётная группа Бориса Лялина в апреле 1985 года эвакуировала с него 77 участников экспедиции. Затем началось самое трудное: вертолётчики в условиях полярной ночи при непрерывных ветрах и при температуре около минус 30—40 градусах по Цельсию искали трещины и промоины в многолетних льдах, по которым «Владивосток» приближался к «Михаилу Сомову». День за днём продолжалась эта невиданная ранее в мировой истории операция, пока 26 июля 1985 года суда не встретились. А затем начался выход обоих судов на чистую воду в обратном направлении, успешно завершённый к 11 августа и вновь на экипаж Б. Лялина легла основная нагрузка по обеспечению спасения. Его налёт в этом походе в условиях полярной ночи составил 156 часов.
Указом Президиума Верховного Совета СССР от 14 февраля 1986 года за образцовое выполнение задания по высвобождению научно-экспедиционного судна «Михаил Сомов» изо льдов Антарктики, умелое руководство судами при спасательных операциях и в период дрейфа и проявленные при этом мужество и героизм командиру звена вертолётов Ми-8 Борису Васильевичу Лялину присвоено звание Героя Советского Союза с вручением ордена Ленина и медали «Золотая Звезда» (№ 10756).
В гражданской авиации работал до 1996 года. В 1986—1987 годах участвовал в ликвидации последствий аварии на Чернобыльской АЭС. В 1988 году участвовал в испытаниях ядерного оружия на атомном полигоне на Новой Земле. Участник 19-й, 23-й, 30-й, 31-й, 37-й, 44-й, 45-й советских и российских антарктических экспедиций.  В 1991 — 1992 годах участвовал в первой в истории изучения Антарктиды совместной советско-американской экспедиции на дрейфующей льдине в море Уэдделла. В 1981, 1982, 1993, 1994 годах находился в заграничных командировках и в качестве пилота-инструктора готовил национальные лётные кадры в Конго, Мозамбике, Индии и Болгарии.
На счету Б. В. Лялина почти 14 тысяч летных часов, из которых 9 тысяч — в суровых и сложных условиях полярных ночей Арктики и Антарктики. Освоил 5 типов вертолётов.
В 1995 году одним из первых пришёл на работу в начавшую создаваться авиацию МЧС России, с 2005 года был заместителем директора — начальником штаба авиационного предприятия МЧС России.
Жил в Москве.
Скончался 22 июня 2024 года на 82-м году жизни. Прощание и похороны состоялись на Федеральном военном мемориальном кладбище.

## Награды
- Герой Советского Союза (14 февраля 1986 года, медаль № 10756)
- Орден Ленина (14 февраля 1986 года)
- Медали СССР и РФ
- Заслуженный пилот Российской Федерации
- Почётный гражданин города Узловая Тульской области (25.01.2018[10])
- Отличник Гидрометеослужбы СССР

## Память
- В городе Узловая Тульской области его именем названа улица.